# Selhání vlády
K selhání vlády dochází, když jednání vlády zhoršuje ekonomickou efektivitu, což se může projevit například jako neefektivní alokace zboží či peněz, nestabilita nebo neefektivnost výroby. Selhání vlády stojí v kontrastu ke selhání trhu. Chronické selhání vlády může vézt ke zhroucení státu.

## Příčiny

### Byrokracie
Vláda má tendenci neustálé rozpínavosti svého vlivu, protože nemá oproti podnikatelským subjektům ziskovou kontrolu. Má na své jednání monopol, nepodléhá hospodářské soutěži a riziku podnikatelského bankrotu. Projekty se realizují dle získané podpory, nikoliv dle skutečné efektivity.

### Kvalita informací a časové hledisko
Vláda má k dispozici pouze omezené množství informací, na základě kterých pak rozhoduje o jednotlivých opatřeních. Dále dochází k časovému nesouladu mezi okamžikem, kdy je potřeba něco řešit a okamžikem, kdy vládní opatření začnou platit.

### Politické rozhodování
Politici prosazují dílčí společenské zájmy v důsledku působení nátlakových skupin na úkor celku. Politici preferují krátkodobé programy před dlouhodobými a odkládají bolestivé reformní kroky do budoucnosti. Preferují se programy na dnešní spotřebu oproti budoucí.